# Kulba
Kulba war eine Flächeneinheit in Afghanistan.
Man bezog sich auf das Maß Jarib, einer Fläche, die traditionell der Größe entsprach, die mit zwei Rindern im Laufe eines Tages gepflügt werden konnte.
- 1 Kulba = 40 Jarib = 78131,5 Quadratmeter
- 1 Jarib = 1953,9 Quadratmeter (gerundete Anwendung 1600 Quadratmeter)
- 1 Jarib = 60 × 60 Kabuler Yard

Eine Maßkette war
- 1 Kulba = 40 Jarib/Jerib/Jirih = 800 Biswa/Beswa = 16.000 Bisvasa/Beswasa ( 1 B. = 5,4258 Quadratmeter) = 144.000 Gaz/Gereeb/Gazijeri = 78.131,5 Quadratmeter

Eine Maßkette während des 20. Jahrhunderts war
- 1 Kulba = 40 Jarib/Jerib/Jirih = 460 Biswa/Beswa = 9200 Bisvasa/Beswasa ( 1 B. = 5 Quadratmeter) = 46.000 Quadratmeter